# Ikebukuro

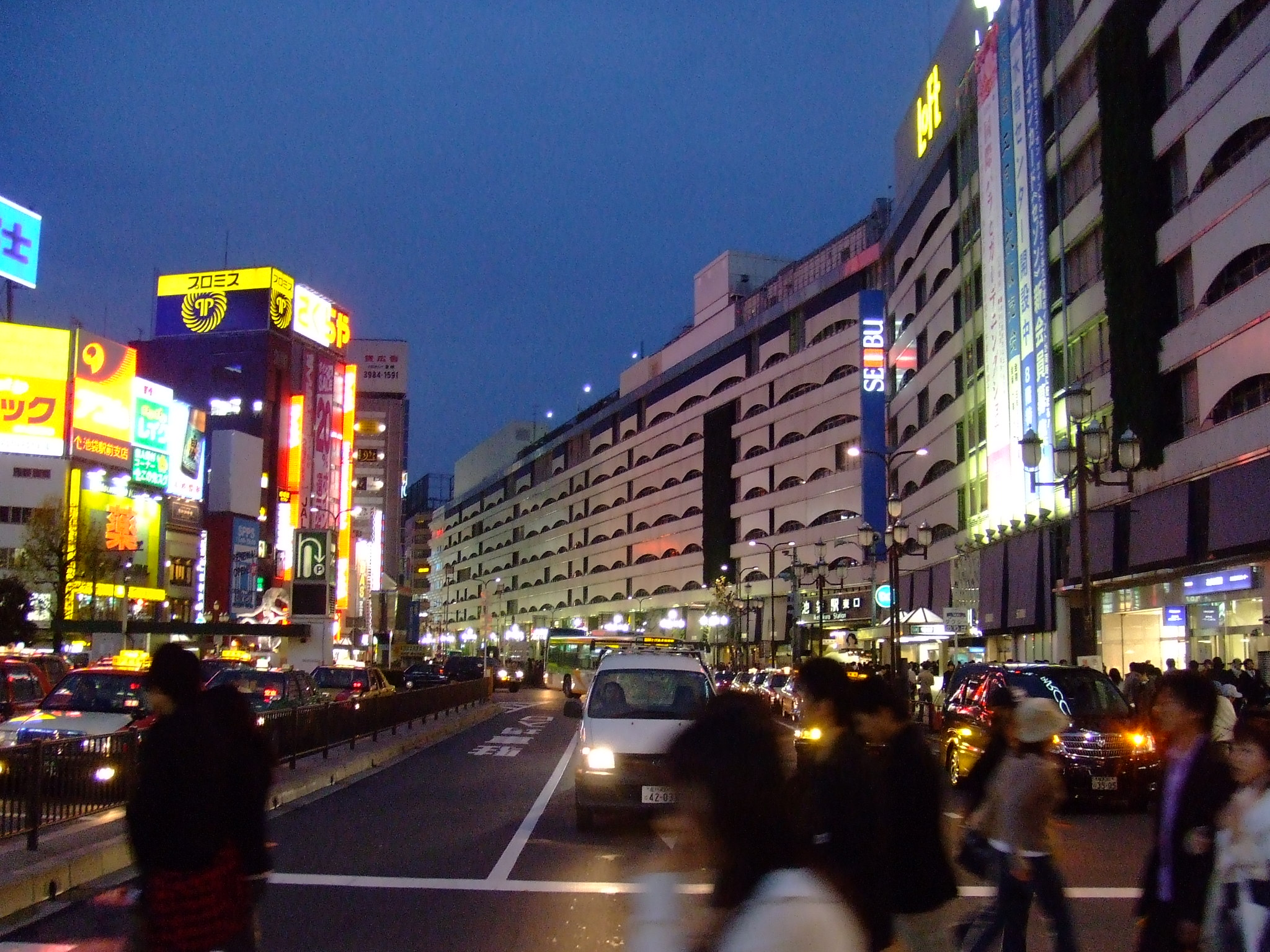
Nádraží Ikebukuro

Ikebukuro (japonsky v kandži 池袋 v hiraganě いけぶくろ) je jedna z nejrušnějších tokijských čtvrtí ležící severozápadně od císařského paláce v centru Tokia. Ikebukuro je hlavní čtvrtí tokijské městské části Tošima-ku a nachází se v ní jedno z nejrušnějších nádraží Tokia Ikebukuro.

## Název a symbol
Symbolem čtvrti je sova. Ta se v japonštině řekne fukuró (梟). Sova je symbolem čtvrti, protože název Ikebukuro (池袋) znamená v japonštině doslova "rybníková taška" (to proto že tu kdysi bývalo několik jezer) a znak 袋 (bukuro) se dá číst jako fukuro a právě díky podobnosti slova fukuro (taška) a fukuró (sova) se stala sova symbolem čtvrti Ikebukuro.

## Čtvrt
Čtvrt je dost rušná a je v ní plno kaváren, restaurací, hotely a obchodní domy jako Bic Camera nebo Don Quijote. Ve čtvrti se nachází také radnice městské části Tošima-ku a mrakodrap Sunshine 60 postavený roku 1978, který byl kdysi nejvyšší budovou Asie. Tento mrakodrap stojí na místě bývalé věznice Sugamo. V komplexu tohoto mrakodrapu je mořské akvárium, Pokémon Center (obchod jen se zbožím s pokémoní tematikou) a kočičí kavárny (cat cafés) (kavárny s živými kočkami). Ikebukuro ale není jenom rušné a jsou v něm klidné a tiché části s rodinnými domky, parky (Minami-Ikebukuro Park) či hřbitovy, jako hřbitov Zošigaja.

## Doprava
V centru čtvrti se nachází nádraží Ikebukuro. Zastavují v něm tři linky metra - linka Marunouči (má zde konečnou stanici) směr Tokyo Station a Ogikubo, linka Júrakučó jedoucí jedním směrem na Wakóši a druhým směrem na nádraží Šin-Kiba a nakonec linka Fukutošin jedoucí v jednom směru společně s linkou Júrakučó na Wakóši a druhým směrem na Šibuju). Dále tu zastavují dvě linky soukromých dopravců, jedna společnosti Seibu Railway (linka Seibu Ikebukuro, má zde konečnou stanici, ve směru Tokorozawa a Hannó) a druhá společnosti Tóbu Railway (linka Tóbu Todžo, má zde konečnou stanici, ve směru Wakóši a Kawagoe). Zastavují tu také tři linky japonských drah (JR East) a to: linka Saikjó (jedním směrem jedoucí do Kawagoe a druhým na Šibuju), linka Šónan-Šindžuku (jedoucí jedním směrem na nádraží Ófuna a druhým na nádraží Ómija), nakonec přes Ikebukuro jezdí linka Jamanote, která objíždí centrum města v okruhu kolem dokola.
Nádraží je dost velké a v jeho útrobách jsou různé kavárny a obchody.